# Бахтияр (фильм, 1942)
Бахтияр (азерб. Bəxtiyar) — короткометражный военный биографический фильм 1942 года производства Бакинской киностудии.

## Сюжет
Фильм рассказывает о героизме смелого сына азербайджанского народа, бойца Бахтияра Каримова на фронте.

## Создатели фильма

### В ролях
- Мовсун Санани — Бахтияр
- Хейри Амирзаде — немецкий офицер
- Аждар Султанов
- Али-Саттар Меликов — почтальон